# معهد باستور بتونس
معهد باستور بتونس هو مستشفى ومركز دراسات وأبحاث طبية تأسس في 1893 ويقع بمدينة تونس. تولى إدارته شارل نيكول الفائز بجائزة نوبل للطب عام 1928.

## التاريخ

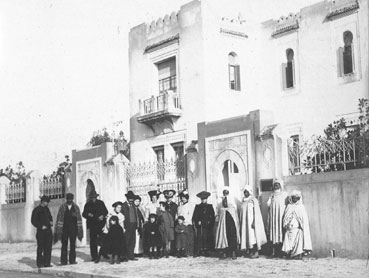
معهد باستور في في السنوات 1900.

### التأسيس
عند تأسيسه في 1893، لم يكن المعهد سوى مخبرا متواضعا في نهج الدباغين بمدينة تونس، يهتم بصناعة النبيذ وأمراض الكروم. تأسس المخبر من قبل عالم الميكروبات الفرنسي أدريان لوار بتكليف من العالم الكيميائي الفرنسي لويس باستور، وذلك بهدف وضع مركز للتلقيح في تونس. وبذلك هو ثالث أقدم معهد في العالم بعد معهد باستور بباريس ومعهد باستور بمدينة هو تشي منه. في نفس الفترة، حط بمدينة تونس شارل نيكول الذي قدم بحثا عن عمل، وهو متحصل على دكتوراه في الطب. تحصل نيكول على منحة من إدارة الفلاحة الفرنسية لتأسيس مختبر كبير، فأشرف على اختيار المكان وعملية البناء طبقا لمخطط المهندس رافاييل غي. كان يساعد شارل نيكول في البداية، الأطباء المتواجدون في تونس مثل الدكتور إرنست كونساي والدكتور أدريان لوار وعالم الأحياء والبيطري لوسيان بالوزي.

### جائزة نوبل لشارل نيكول
عمل شارل نيكول على الأمراض المعدية وانتقالها وسببها، دفعه للتمحيص في الحمى النمشية الطفولية. المستشفى الصادقي الذي يحتوي في رحابه على حمام عام، لاحظ أن مرضاه الذين يحلقون ويتخلصون من قملهم، لم يعدوا معديين كما كان الحال عند وصولهم للمستشفى. بدى أن القمل هو ناقل للميكروب وليس أصلا له، حيث أنه إذا وضع على متطوع سليم، لا يعديه إلا إذا قام بحك مكان الوخز، أين يمكن للقمل في هاته الحالة المرور للجسم من خلال الجرح الذي أحدثه المتطوع بأضفاره. بالإضافة إلى ذلك، فإن الميكروب الذي يبقى حيا في أمعاء القمل وروثه، وكذلك استعمال قمل سليم مصاب طوعا، مكنا من إنهاء التجربة على أساس الطب الوقائي.

بفضل هاته الأبحاث، تحصل شارل نيكول على جائزة نوبل في الطب أو علم وظائف الأعضاء في 1928.

### محاولة إلحاقه بفرنسا
سنوات بعد وفاة شارك نيكول في 1936، دخل مساعدوه في تنافس للحصول على شرف إدارة المعهد. قام المقيم العام الفرنسي بتونس جون مونس بفرض لوسيان بالوزيه (الذي يشغل منصب مدير المعهد بالنيابة بين 1943 و1949) وذلك بهدف حرمان تونس من مؤسسة مهمة كمعهد باستور التي ستصبح «تابعة لمعهد باستور بباريس الذي يوافق على تولي مسؤولية الإدارة الفنية العليا والإدارة وتوظيف الموظفين من جميع الفئات». وفي نفس الوقت، «تتعهد الحكومة التونسية بدفع مبلغ قيمته 9 مليون فرنك تونسي سنويا وإعطاء الأراضي والمباني المشغولة حاليًا أو قيد الإنشاء مجانًا لمعهد باستور في باريس».

قاد الدكتور أحمد بن ميلاد حملة في الصحف العربية والفرنسية لحشد الرأي العام ضد هاته الخطة. كما تواصل مع مدير الصحة العمومية محمد الصالح مزالي في هذا الموضوع، ودعى كل التونسيين من مواطنين وموظفين لفعل نفس الشيء لدى باي تونس. رفض هذا الأخير توقيع الأمر العلي الذي ينص على إلحاق معهد باستور بتونس لدى نظيره في باريس.

## المديرون
- 1893 - 1902: أدريان لوار
- 1902 - 1936: شارل نيكول
- 1936 - 1943: إتيان بورني

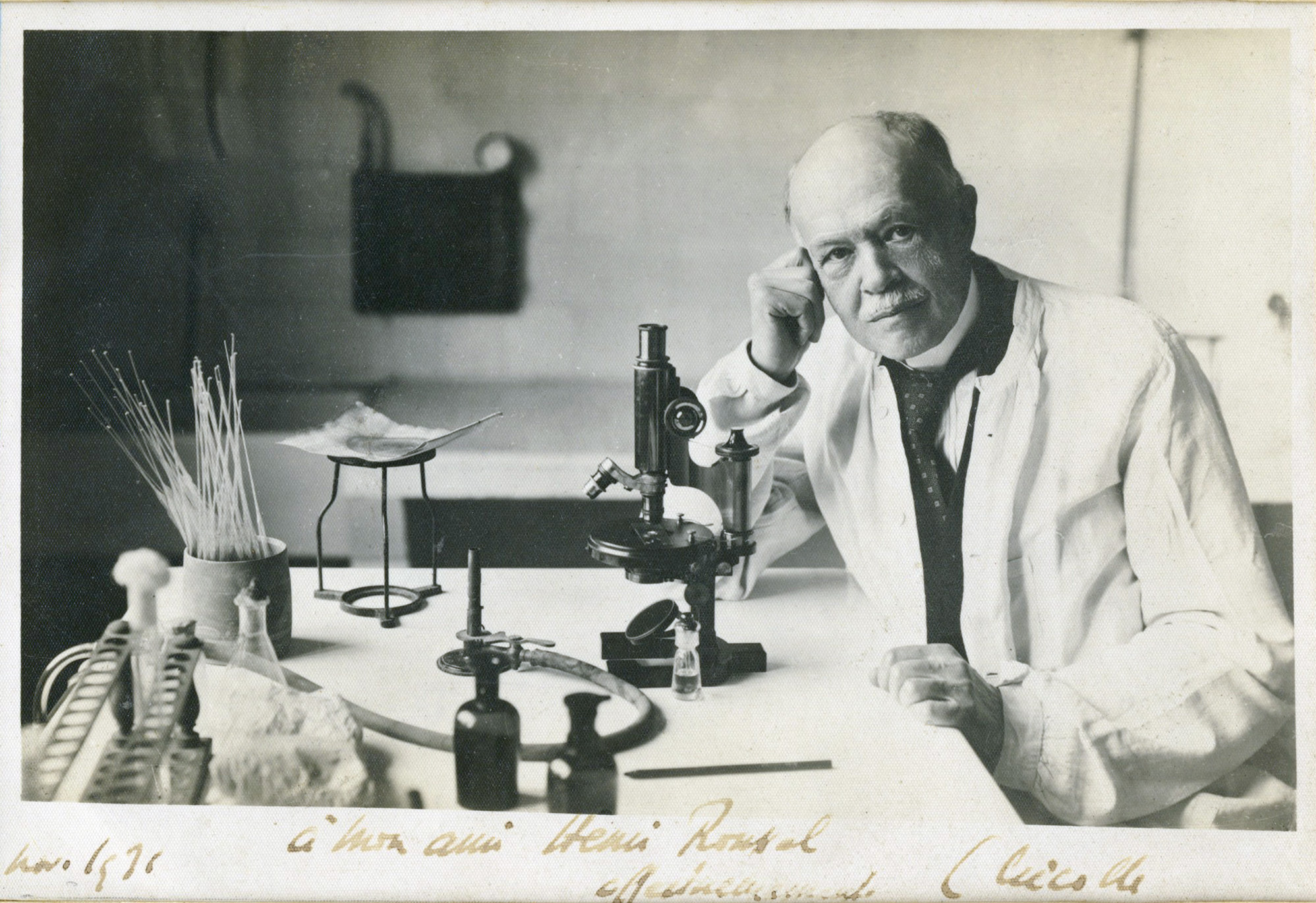
شارل نيكول في معهد باستور بتونس.

- 1943 - 1949: لوسيان بالوزي (بالنيابة)
- 1949 - 1954: بول دوران
- 1954 - 1960: جيرار رونو
- 1960 - 1962: جان ليفاديتي
- 1963 - 1988: عمر الشاذلي
- 1988 - 2005: قصي الدلاجي
- 2005 - 2007: عبد العظيم بن عبد العظيم
- 2007 - الآن: الهاشمي الوزير

## الموقع
يقع المعهد منذ 1904 في ساحة باستور. المبنى هو ذو طابع موريسكي جديد وقام بتصميمه المعماري رافاييل غي. يلاحظ تواجد تأثير محلي قوي من خلال دمج مختلف العناصر الخاصة بالهندسة المعمارية التونسية بالطابع الموريسكي الجديد.

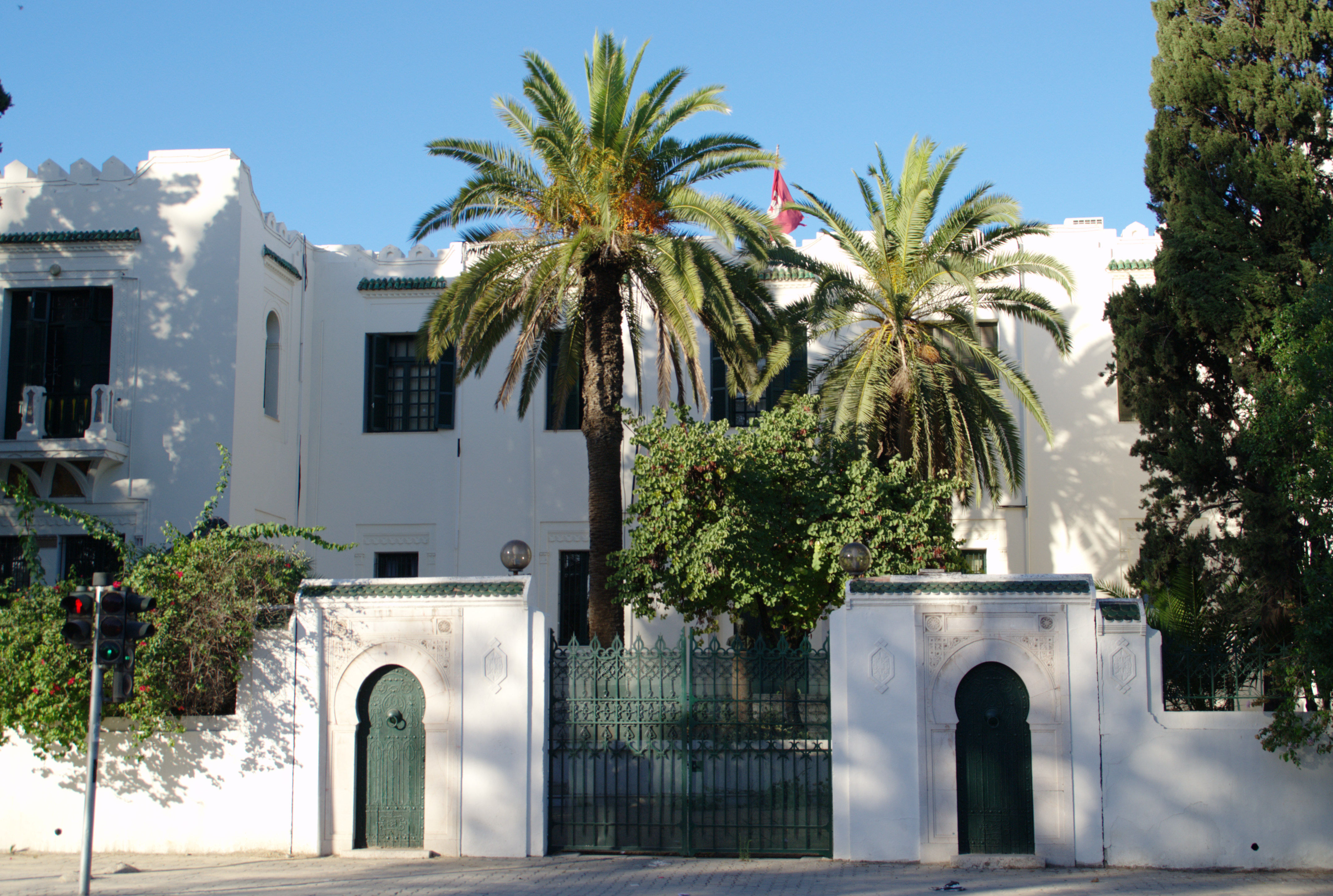
المدخل الرئيسي
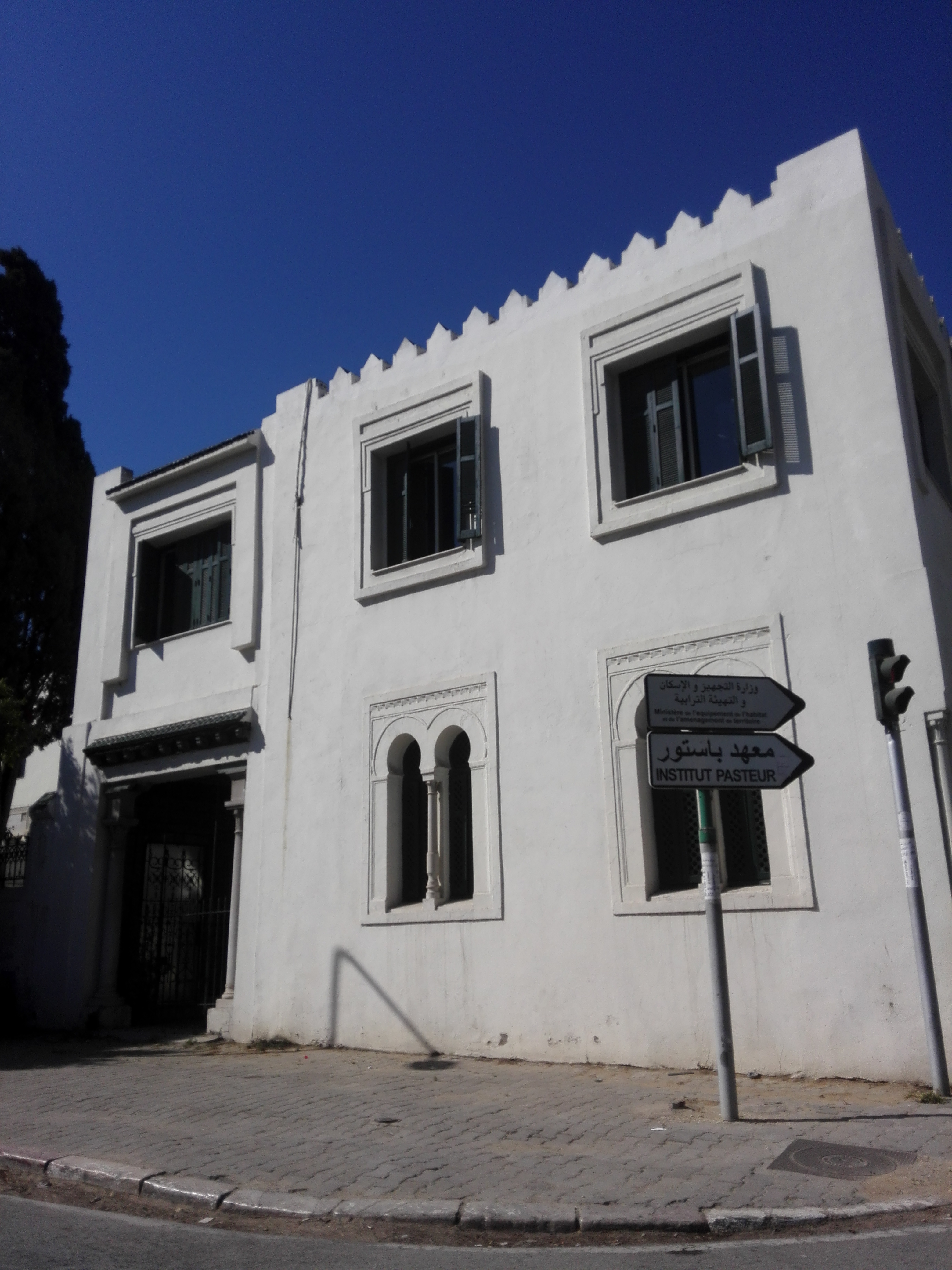
جانب من المبنى
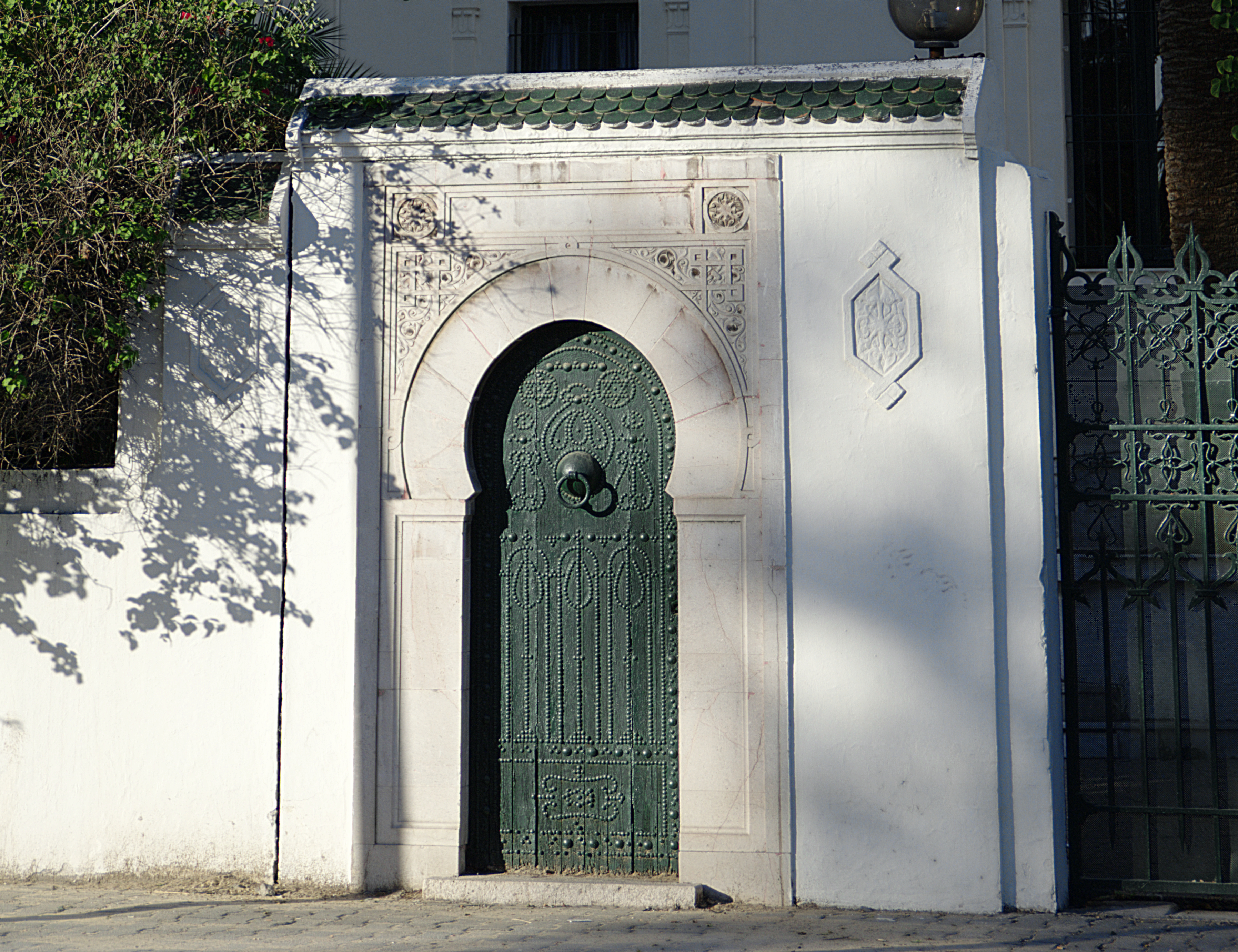
باب الدخول
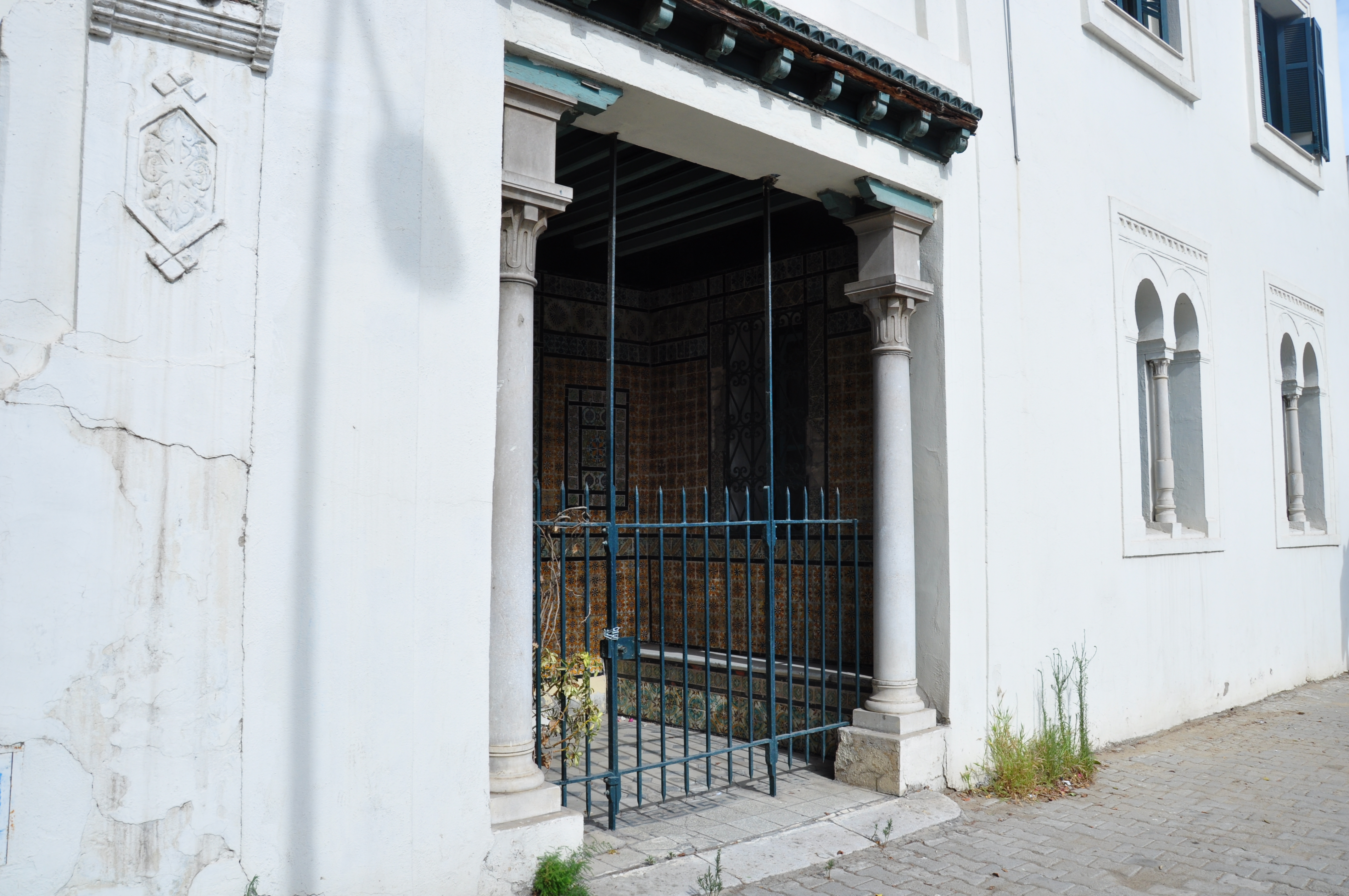
مدخل ثانوي
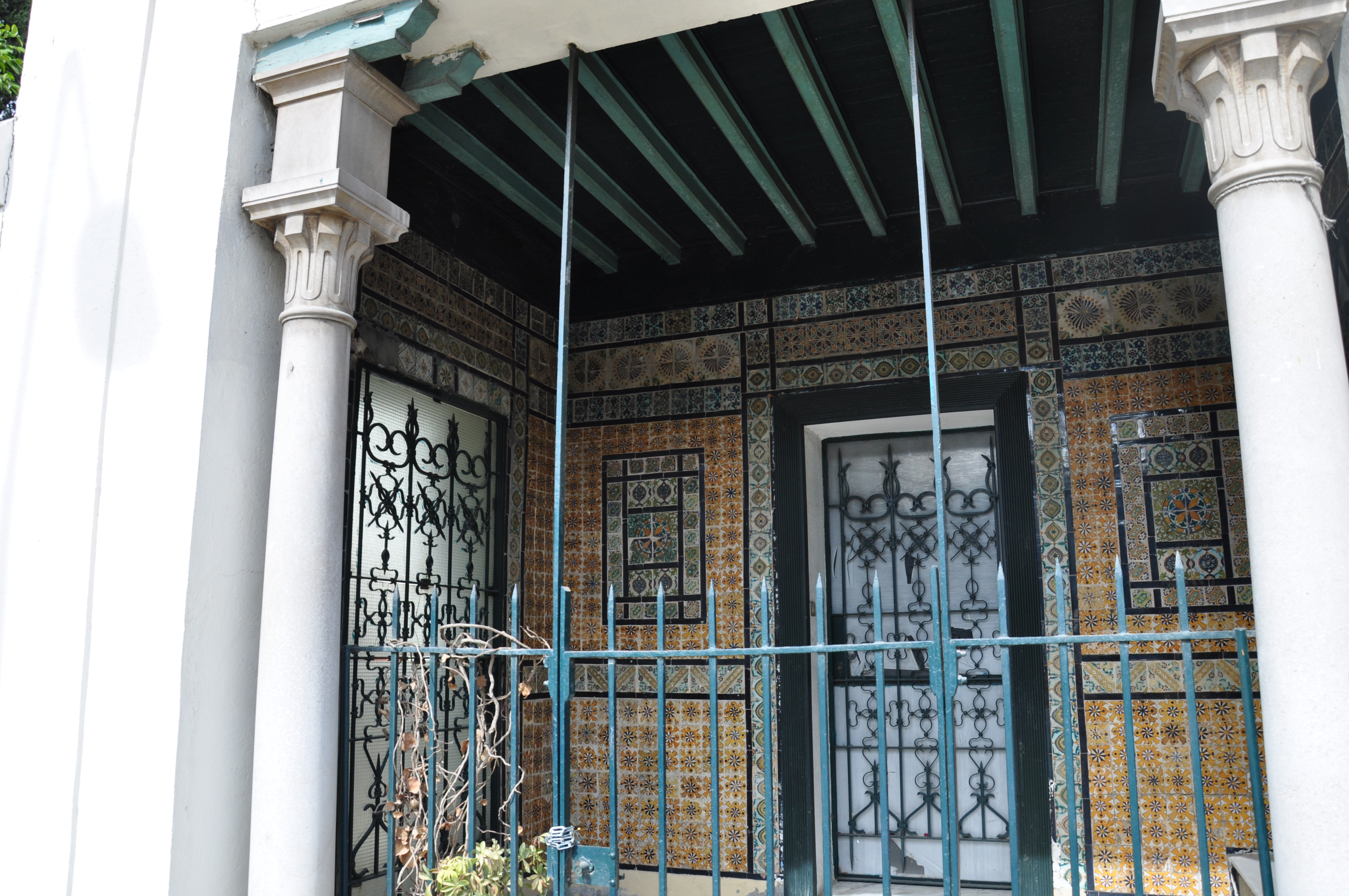
بلاط تقليدي تونسي.
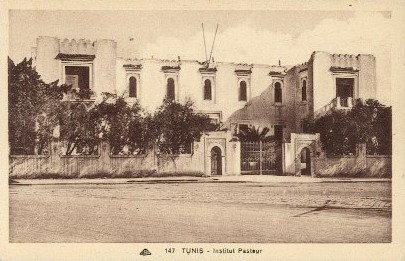
معهد باستور في في السنوات 1900.

## مقالات ذات صلة
- أرشيف معهد باستور بتونس
- معهد باستور

## روابط خارجية
- الموقع الرسمي.